# 馬基雅維利主義 (心理學)

马基雅维利主义与自恋、心理病态并列暗黑人格三联征

在人格心理学中，馬基維利主義（Machiavellianism）是一种主要表现于利用他人、漠视道德、缺乏同理心、注重谋算自身利益的人格特征。尽管与馬基維利或其著作《君主论》無關，但它的特征是根据马基雅维利的哲学理念来命名的，因为心理学家理查德·克里斯蒂（Richard Christie）和弗洛伦斯·盖斯（Florence Geis）使用了受其作品启发而编辑和删节的陈述来研究人类行为的变化。他们的Mach IV测验，有20个问题，李克特量表个性调查成为確定马基雅维利主义程度的标准自我评估工具。那些在測驗上得分高的人（高馬基，也就所謂的High-Mach）更有可能具有较高的欺骗性和冷酷无情。
馬基維利主義跟撒謊欺騙、作弊跟偷竊等各種不道德行為的頻率正向相關；另雖然一般認為一個人的馬基維利傾向是相對穩定的，但除了年紀越大馬基維利傾向會降低外，也有研究指出，當一個人處於敵意競爭狀態（rivalry）或想到自己的對手時，馬基維利傾向會顯著提升，而敵意競爭環境也會使得人們做出撒謊欺騙、作弊跟偷竊等各種不道德行為的頻率增加，且過半數的人在相關實驗中都感受到來自對手某種程度的敵意競爭（rivalry），而一個人感受到的敵意競爭程度也與（當下增加的）馬基維利主義分數相關；換句話說，在敵意競爭情境下，每個人都可能會變成為達目的不擇手段、主動幹出骯髒齷齪事情的高馬基維利主義者。
馬基維利主義与自恋和心理病态并列黑暗三角人格的特征之一。

## 该结构的起源
“馬基雅維利主義”一詞來源於政治哲學家馬基雅維利的著述，衍申為不擇手段達到目的一種處世之道。以色列哲學家沙爾夫斯坦（Ben-Ami Scharfstein）認爲“馬基雅維利主義”存在於西方、中國和印度傳統。哈佛學者李漢松則通過考證指出，各個傳統中的“馬基雅維利主義”都依賴一定的倫理道德基礎，因此“非道德”的合理化也必須建立在“道德”的語言之上。
在1960年代，理查德·克里斯蒂和弗洛伦斯·吉斯希望分析那些操纵他人的人，并使用一系列陈述进行了测试，其中包括马基雅维利作品中的一些经删节和编辑的句子作为测试项目，并在其后将结构命名为“马基雅维利主义”。他们想评估那些同意这些陈述的人的行为是否会与其他不同意的人的行为有所不同，特别是在操纵行为方面。他们的Mach IV测试，有20个问题，李克特量表个性调查成为了马基雅维主义建构的标准自我评估工具。克里斯蒂和盖伊斯使用他们的量表进行了多次实验测试，结果表明“高Mach-IV”和“低Mach-IV”的人际关系策略和行为不同。得分高的人（馬基数高）倾向于赞同操纵性陈述，并相应地表现，这与得分低的人（馬基数低）相反。他们的基本成果已被广泛复制。以Mach-IV量表衡量，男性在马基雅维利主义上的平均得分略高于女性。

## 病因
马基雅维利主义已被证明受遗传和环境影响。理查德·克里斯蒂和弗洛伦斯·吉斯（1970）设计的问卷表明，那些同意基于马基雅维利的哲学和策略的现代化表述的人的行为与马基雅维利主义相符。最近的一项行为遗传学研究指出，马基雅维利主义对遗传和环境都有重大影响。还通过名为“小童馬基”测验的措施对幼儿和青少年中的马基雅维利主义进行了广泛的研究。

## 动机
1992年的一篇评论描述了那些在马基雅维利主义尺度上的人的动机与冷淡的自私和纯粹的工具性有关，而那些在特质上的人则被认为是通过重复的方式追求他们的动机（例如：性、成就和社交）。与低馬基数相比，对高馬基数动机的最新研究发现，他们将金钱、权力和竞争放在首位，专注于不懈的成就和不惜一切代价的胜利。而不是将社区建设、自我爱心和家庭承诺放在首位。

## 能力
由于在人际交往方面的技巧，人們常会假设高馬基拥有超强的智力，或在社交场合中能够理解他人的能力。一些研究认为马基雅维利主义与智商无关，但在最近又有新的研究为相反的观点提供了支持。
此外，有关情绪智力的研究发现，通过表现和问卷调查的方法评估，较高的马基雅维利主义通常与较低的情绪智力有关。两种情绪同情和情感识别与马基雅维利主义已被证明为具有负相关关系。此外，研究表明，马基雅维利主义与更強的心智理论（Thoery of Mind，能够预测社交环境中他人想法的能力）无关這點表明說，如果高馬基实际上熟练于操纵其他人，那么这似乎与任何超群的认知能力都没有关系，而可能仅仅是由于更愿意参与操纵所致。

## 与其他人格特质关系
马基雅维利主义与自恋和心理病态三种暗黑人格，被称为黑暗三角人格。一些心理学家认为，马基维利主义本质上是心理病态的一个亚临床形式，因为他们都具有操纵性倾向和冷酷无情的主要特征。最近的研究表明，虽然马基雅维利主义和心理病态有重疊處，但它们是截然不同的人格结构。心理病态与马基雅维利主义的主要区别在于心理病态者傾向冲动、缺乏长期计划和自我控制。
研究指出，馬基維利傾向和五大人格模型（NEO-PI-R）中的亲和性（r = -0.47）和尽责性（r = -0.34）這兩個維度呈現負相關；不過马基维利傾向与六因素HEXACO模型的诚实-谦逊维度之间的（負）相关性，高于与五大人格模型中的任何一个維度之间的相关性。马基维利傾向可由以主體性（agency）和共融性（communion）這两个独立维度组成的人際环狀座標來定義。在這座標中，主體性指的是成功和个体化的动机，而共融性则是指与他人融合并支持团体利益的动机。马基雅维利主义处于由高主體性和低共融性所定义的象限中。人们发现，马基雅维利主义在這環狀結構中与一种倾向于共融性而非主體性、被称为自我識解（self-construal）的建構物呈現对角性对立。这表明，拥有马基维利主义精神的人不仅希望实现目标，而且可以為了目的而不惜犧牲他人，或至少不考慮他人的利益。

## 博弈论
2002年，行为博弈論研究者安娜·冈特索斯多蒂尔（ Anna Gunnthorsdottir），凯文·麦凯布（Kevin McCabe）和弗农·史密斯（ Vernon L. Smith）等人运用了克里斯蒂和盖伊斯的马基雅维利主义量表以图解释在博弈實驗中的观察到的行为的傳布，特别是那些不符合标准纳什均衡预测所捕获的物质自利的假设的行為的傳布。结果发现，在信任博弈中，Mach-IV得分高的人倾向于遵循经济人均衡策略，而Mach-IV得分低的人倾向于偏离均衡並做出反映广泛接受的道德标准及社会偏好的选择。
一項由大衛·威爾森（David Wilson）及其他研究員做出的研究發現，盡管馬基維利傾向高的人傾向變心，他們不太可能單單藉由操縱他人取得成功，而若要取得更大的成功並避免處在使他們被報復的情境中，一些合作也是必要的。

## 维度
尽管提出了无数的因素结构，但是在因素分析研究中最一致地出现了两个维度–将马基雅维利的观点与行为区分开。尽管Mach-IV量表无法可靠地捕获这两个维度，但该量表的10个项目子集被称为“二维Mach-IV”（TDM-V），它再现了整个视图和战术的维度国家，性别，样本类型和量表类别的长度。 “观点”维度似乎抓住了马基雅维利主义的神经性，自恋，悲观和不信任的方面，而“战术”部分则抓住了更不负责任，自私自利和欺骗性的行为方面。

## 在职场
组织心理学家，特别是那些研究工作场所操纵行为的人也研究了马基雅维利主义。与这个概念相关的工作场所行为包括强迫与虐待性监督、奉承、欺骗，也就所謂的「耍心機」。
一些說法認為，在现今中国社会职场中，普遍存在马基雅维利主义倾向：缺乏尊重、宽容的风气、欠缺爱的内涵。
意大利哲学家、外交家马基雅维利曾写道，“制造混乱的是时代，而不是人”。德国哲学家弗里德里希·尼采认为，我们已经变得过于厌恶这种残忍。
对尼采来说，残酷允许他人为了他人的利益将批评烧到另一个人身上。人们也可以通过对自己残忍来帮助自己成为想成为的人。尼采觉得忍受残酷有助于培养勇气、耐力和创造力。我们是否应该更愿意让别人和自己都受苦来发展美德？可以说不应该。我们现在知道了遭受他人残害可能带来可怕的长期影响，包括损害身心健康。对自己存有同情心而不是残酷地对待自己，这种好处越来越多地为人所知。
而且，那种认为我们必须忍受痛苦才能成长的想法是值得怀疑的。积极的生活事件，比如谈恋爱、生孩子和实现珍爱的目标都能促进成长。
通过残忍来管理只会导致滥用权力和自私的施虐。这不是唯一的方法，例如，基督教提供了另一种选择：宽恕伤害你的人。基督受難時，原谅了将他钉上十字架的罗马士兵。在这里，我们出于爱而宽恕他人，令他们不受贪婪、仇恨和恐惧的伤害。生活可以残酷，事实可以残酷，但我们可以选择不这样去做。

## 神经科学的研究
马基雅维利主义（Machiavellianism）是一种以不信任，欺骗和剥削，操纵和奴役他人为特征的人格特质，一直是心理学研究的重点。马基雅维利主义的神经影像学研究突出了背外侧前额叶皮层（dlPFC）对马基雅维利主义倾向的影响。但是，关于左和右dlPFC对马基雅维主义的因果作用的知识仍然不清楚。在这里，我们在大量脑损伤患者（N = 129）和非脑损伤对照参与者（N = 37）中测量了总体马基雅维利倾向，以及两个子量表（即马基雅维利观点和马基雅维利战术）。确定是否可以通过脑损伤来改变马基雅维利主义的倾向。我们分析了马基雅维利主义倾向与病变位置的关系，根据dlPFC损伤将患者分为四组：左dlPFC损伤，右dlPFC损伤，非dlPFC损伤和健康对照组。我们发现，左dlPFC损伤总体上增加了马基雅维利主义，尤其是马基雅维利主义的观点（观点），但并未调节行为（战术）。至关重要的是，在控制了一般和情绪智力，语言能力，同理心和精神病理学后，左dlPFC损伤预示了更高的马基雅维利主义。这些发现建立了左dlPFC在调节马基雅维利主义观点中的因果作用，并表明人们可以持有马基雅维利主义观点而不必认可马基雅维利主义策略。
在一项研究中，被分类为“高反应性”儿童的成年人，即害羞且受抑制，被发现在右前腹前额叶皮层中的皮质厚度更大，而被分类为“低反应性”的成年人，即外向和未抑制的被发现在左侧眶额叶皮层具有更大的厚度。